# Ambiens
Les Ambiens (latin Ambiani, grec Ἀμβιανοὶ) sont un peuple  belge du nord de la Gaule. Leur chef-lieu était Samarobriva (Amiens) et leur territoire couvrait l'ensemble du cours inférieur de la Somme jusqu'à son embouchure.
Ils ont donné son nom à la ville d'Amiens.

## Étymologie
Le sens de leur nom en vieux celtique continental est « ceux qui sont des deux côtés » (de la Somme) en référence à la géographie de leur territoire, ou bien « de part et d'autre » des deux nations comme en témoigne leur historique (voir cette section plus bas). Le gaulois ambi signifie effectivement « autour, alentour, des deux côtés » et a servi à former de nombreux ethnonymes, anthroponymes et noms communs, dont Ambisontes, peuple gaulois d'Asie Mineure et le mot ambactos « serviteur, envoyé », mot à mot « celui qui circule alentour », étymon du mot ambassade. Il se perpétue dans les gallois, cornique et breton am « autour de, alentour » et avait un cognat imb- « autour de, alentour » en vieil irlandais.
Les Ambiens ont laissé leur nom à la ville d'Amiens (anciennement Ambianis) ainsi qu'à sa région, le grand Amiénois.

## Territoire

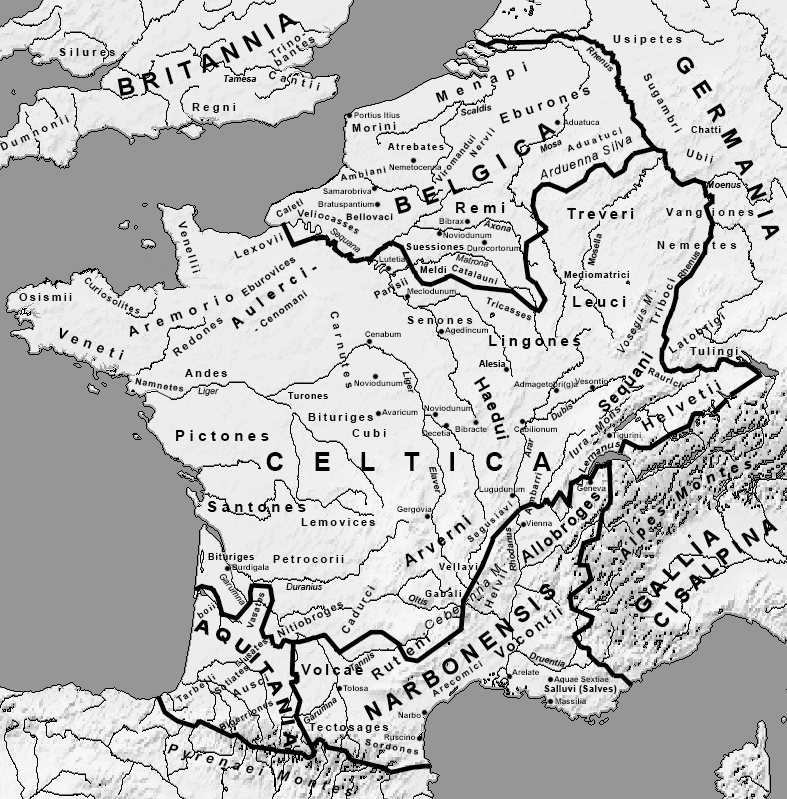
Carte des peuples de la Gaule

Le territoire des Ambiens est centré sur le cours inférieur de la Somme. Cette dernière lui tient lieu d'axe principal et de colonne vertébrale, l'ensemble des agglomérations gauloises reconnues à ce jour en territoire ambiens s'échelonnant le long de son cours. Deux petits fleuves côtiers pourraient lui avoir servi de frontière, la Bresle au sud, et la Canche, ou peut-être l'Authie au Nord. Sa frontière Sud toutefois, reste incertaine, en raison de l'existence à cet endroit d'un petit peuple dont le statut et le territoire restent mal connus, les Catuslogues, peut-être à l'époque de l'indépendance un client ou un pagus des Ambiens. Ils avaient pour autres voisins les Calètes et les Bellovaques au sud-ouest et au sud, les Viromanduens à l'est et les Atrébates et les Morins au nord.
On connait plusieurs oppidums attribués aux Ambiens, presque tous sur le cours de la Somme, régulièrement espacés. On peut citer parmi eux l'oppidum de Liercourt-Érondelle et celui de La Chaussée-Tirancourt. Ce dernier est probablement le site de Samarobriva mentionné par César au livre V de ses Commentaires sur la Guerre des Gaules, antérieurement à la fondation de la ville romaine du même nom. Un autre site remarquable est le Sanctuaire de Ribemont-sur-Ancre. Ce site est un sanctuaire confédéral situé aux confins du territoire ambiens. Dans sa forme la plus ancienne, il s'agit d'un trophée érigé consécutivement à une bataille qui pourrait avoir opposé des contingents Belges et Armoricains et remportée par les Belges. La conséquence de cet épisode guerrier, ayant eu lieu durant le premier quart du IIIe siècle av. J.-C., pourrait être l'installation des Belges sur le territoire ainsi conquis, à moins que ce soit le fait des premières incursions germaniques (voir enclos belges ou picards).

## Historique

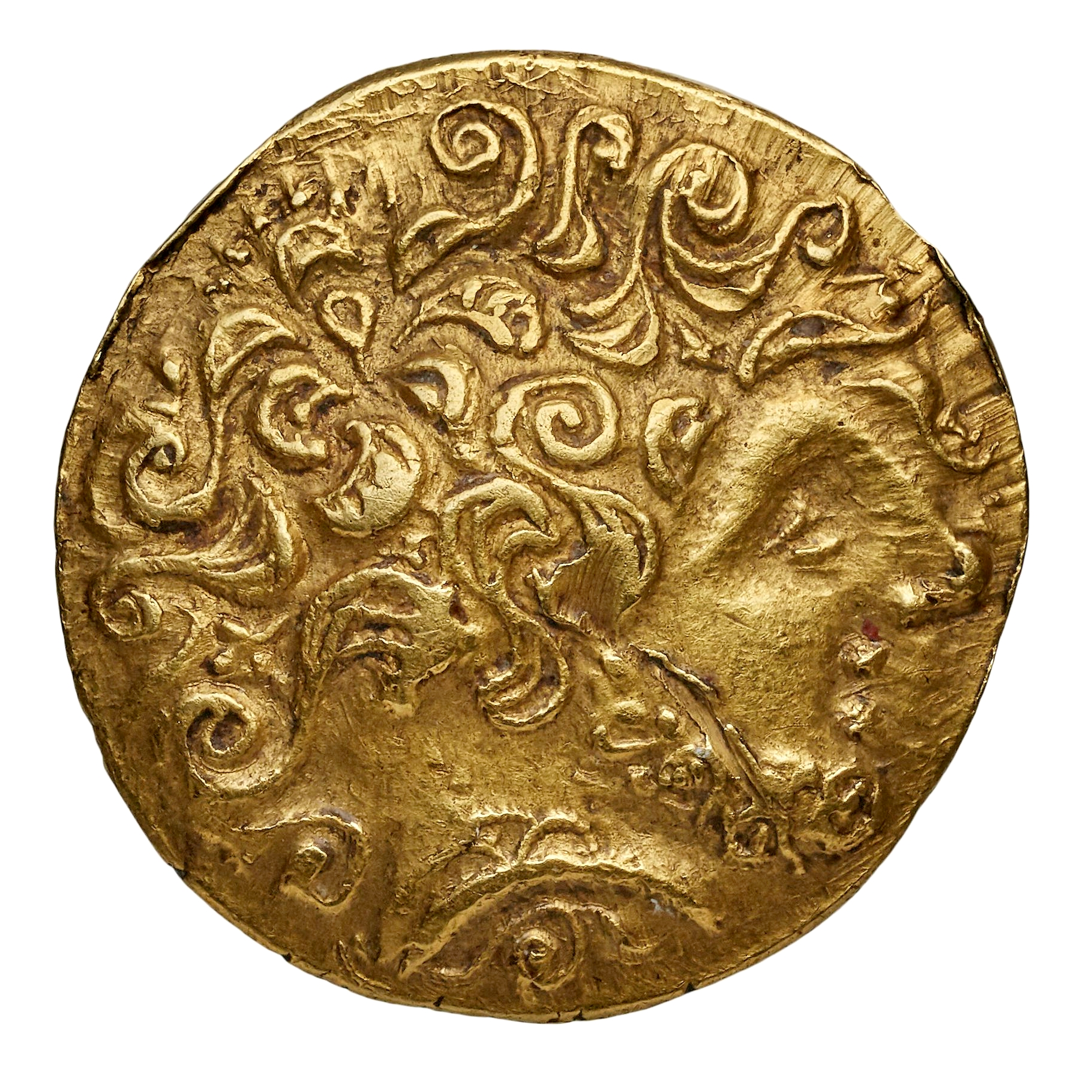

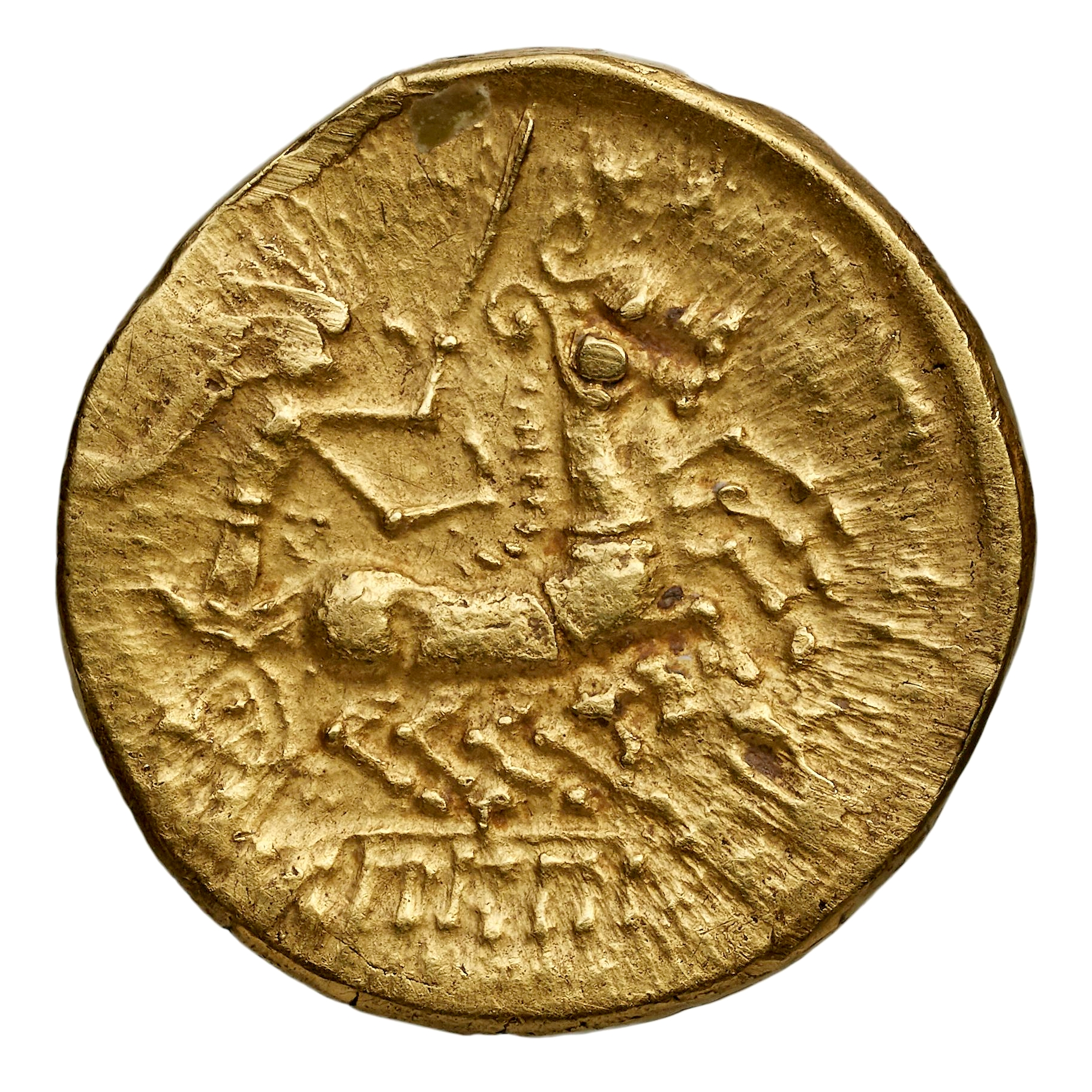
Hémi-statère des Ambiens, Département des monnaies, médailles et antiques de la Bibliothèque nationale de France.

Les Ambiens s'installent dans la région qui deviendra leur territoire au cours du IIIe siècle av. J.-C. Leur peuplement initial est composé d'élément transrhénans ou danubiens. Leur installation est probablement à mettre en relation avec la bataille ayant entraîné la fondation du sanctuaire de Ribemont-sur-Ancre.
Jules César mentionne que les Belges ont résisté victorieusement aux incursions des Cimbres. Bien que le territoire contrôlé par les Ambiens, du fait de sa position géographique, ait été parmi les moins menacés par les événements de la guerre des Cimbres, il est possible qu'ils aient participé militairement à la coalition belge qui a repoussé les troupes germaniques.
Lors de la Guerre des Gaules, les Ambiens s'opposent plusieurs fois à César. Ils font partie, en 57 av. J.-C., de la coalition des peuples belges, fournissent dix mille guerriers à l'armée commandée par Galba. Après la bataille de l'Aisne, la coalition se disperse et chaque peuple prépare sa propre défense. Lorsque César se dirige vers leur territoire, après avoir soumis les Bellovaques, les Ambiens se rendent au général romain sans combattre. César ne précise alors pas les modalités de leur soumission. De chez eux il part chez les Nerviens poursuivre la pacification de la Belgique. Il est possible qu'un contingent Ambiens ait alors fait partie des Belges récemment soumis mentionnés par le général romain comme faisant partie de ses troupes à la veille de la bataille du Sabis.
Les années suivantes, les Ambiens ne sont pas mentionnés par le texte des commentaires. La proximité de leur territoire avec certains théâtres d'opération peut cependant laisser supposer qu'ils ne sont pas écartés du conflit, servant peut-être à l'intendance de Jules César. Ainsi, en 54 av. J.-C., Jules César convoque l'assemblée des Gaules sur leur territoire, à Samarobriva, et décide d'y passer lui-même l'hiver, au centre de son réseau de cantonnement. Ce projet est interrompu par la révolte des Eburons et des Nerviens. Samarobriva reste cependant, pour tout l'hiver -54, sa base d'opération d'où il partira, au printemps suivant, en expédition contre les Nerviens.
Les Ambiens cependant rejoignent en 52 av. J.-C. la révolte menée par Vercingétorix et fournissent, selon les chiffres fournis par César, cinq mille soldats à l'armée de secours que l'assemblée des Gaules a envoyé rompre le Siège d'Alésia. Cependant, aucune monnaie attribuée aux Ambiens n'ayant été retrouvé à Alésia, il est possible que leurs troupes n'aient pas eu le temps matériel d'arriver dans les temps au lieu de concentration de l'armée, en raison de leur éloignement géographique. 
L'année suivante, en 51 av. J.-C., ils soutiennent, aux côtés des Bellovaques, la révolte de Corréos. La défaite et la mort de celui-ci entraîne leur reddition. Ils sont, par la suite, intégrés à la province de Gaule Belgique, puis, au bas-empire, à la Belgique seconde. Durant l'antiquité tardive, leur territoire servira de frontière nord au domaine gallo-romain dirigé par Ægidius et Syagrius, jusqu'à sa conquête par Clovis.

## Numismatique
Les Ambiens, pour leurs monnayage d'or, font le choix d'utiliser un prototype différent du reste de la Gaule. Les premiers statères de Gaule Belgique sont en effet ambiens et copiés de pièces de Tarente, frappée entre 344 et 302 av. J.-C. Des exemplaires de la monnaies d'or ambienne ont été retrouvés dans l'île de Bretagne. Ce dernier fait et le choix inhabituel du prototype sont peut-être à mettre en relation avec le commerce de l'étain.
Le monnayage Ambiens influence celui des autres cités de Gaule Belgique, en particulier le monnayage Parisii et Bellovaque. Cette influence perdure au moins jusqu'à la fin du IIe siècle av. J.-C..

## Compléments